# Geister (Film)
Geister ist ein deutscher Spielfilm von Hans Henschel aus dem Jahr 2024. Die Uraufführung dieser Tragikomödie erfolgte im Januar im Rahmen des Filmfestival Max Ophüls Preis 2024, wo das Werk in den Spielfilm-Wettbewerb aufgenommen wurde.

## Handlung
David und Andreas haben schon lange den Kontakt zueinander verloren. David entscheidet sich nach langer Zeit seinen einst besten Freund aus Jugendtagen zu besuchen. Kurze Zeit darauf begeht Andreas Suizid. David plagen daraufhin Schuldgefühle. Er entscheidet sich, zur Beerdigung in die alte Heimat an der deutsch-polnischen Grenze zu reisen, wo Andreas und er aufgewachsen sind. Der geplante Kurzbesuch wird für ihn zur Reise in die Vergangenheit.
Eines Tages erscheint David der verstorbene Freund als Geist, den nur er sehen kann. Er versucht erfolglos, die übernatürliche Erscheinung loszuwerden. Auch steht die Frage im Raum, warum Andreas sich das Leben genommen hat. David  überlegt, ob er vielleicht Mitschuld am Suizid trägt.

## Hintergrund
Geister ist das Spielfilmdebüt des in Berlin lebenden Kurzfilmregisseurs Hans Henschel. Das Werkt entstand im Rahmen des Leuchtstoffe-Programms in Zusammenarbeit mit dem Rundfunk Berlin-Brandenburg (rbb).

## Veröffentlichung
Geister wurde am 23. Januar 2024 im Rahmen des Filmfestivals Max Ophüls Preis uraufgeführt.

## Rezeption
Filmkritiker Niklas Michels schrieb für Kino-Zeit, Geister sei ein ambivalenter Film, der die Nachbeben eines Todesfalles erkundet und dabei vom Abziehbild des Geistes als schemenhafte Gestalt absieht. Stattdessen erkunde der Film die Überbleibsel von Andreas (Manolo Bertling) Leben. Er sinne sich an Genre-Vertreter wie Gespenster und Roter Himmel von Christian Petzold an. Geister erzähle von Schuld, Scham, Trauer und dem Loslassen von einem Menschen der nicht mehr da ist. Der Film leide, unter dem deutlich machen von Gefühlen und Gemüt, diese sein bereits alle vorhanden, wenn auch unausgesprochen. Letztendlich sei „Geister“ ein gelungener Film, der lediglich durch das Verbesserungspotential des jungen Teams geprägt sei.